# Nusa Maju
Nusa Maju is een bestuurslaag in het regentschap Ogan Komering Ulu van de provincie Zuid-Sumatra, Indonesië. Nusa Maju telt 1110 inwoners (volkstelling 2010).